# 慶嗣
庆嗣（?—?），中国春秋时期齐国大夫，庆氏。 
前545年十月，陈无宇跟从庆封在莱地打猎。十月十七日，陈文子派人叫陈无宇回去，陈无宇请求庆封：“我母亲病了，请求让我回去。”庆封占卜，陈无宇看卦像说：“这是死的卦像。”捧着龟甲大哭，庆封就让他回去了。庆嗣听说后：“祸难就要发生。”告诉庆封：“赶快回去，祸难一定发生在秋祭时，回去还来得及。”庆封不听，也不改悔。庆嗣说：“庆封要逃亡了，能逃到吴国、楚国就是侥幸了。”陈无宇渡河后，就把渡船破坏、桥梁撤毁。